# Elementaves
Elementaves es un clado de aves propuesto por Josefin Stiller y colaboradores en el año 2024. Es un grupo diverso de linajes que ocupan diferentes nichos ecológicos y que incluyen a los clados Phaethoquornithes y Strisores, como también a Gruimorphae y Opisthocomiformes. De acuerdo a Stiller, es uno de los cuatro principales clados de Neoaves y el grupo hermano de Telluraves. El nombre del clado hace referencia a los elementos de la naturaleza, reflejando la gran variedad de adaptaciones a la tierra, aire y agua..